# Mestre de Cardona

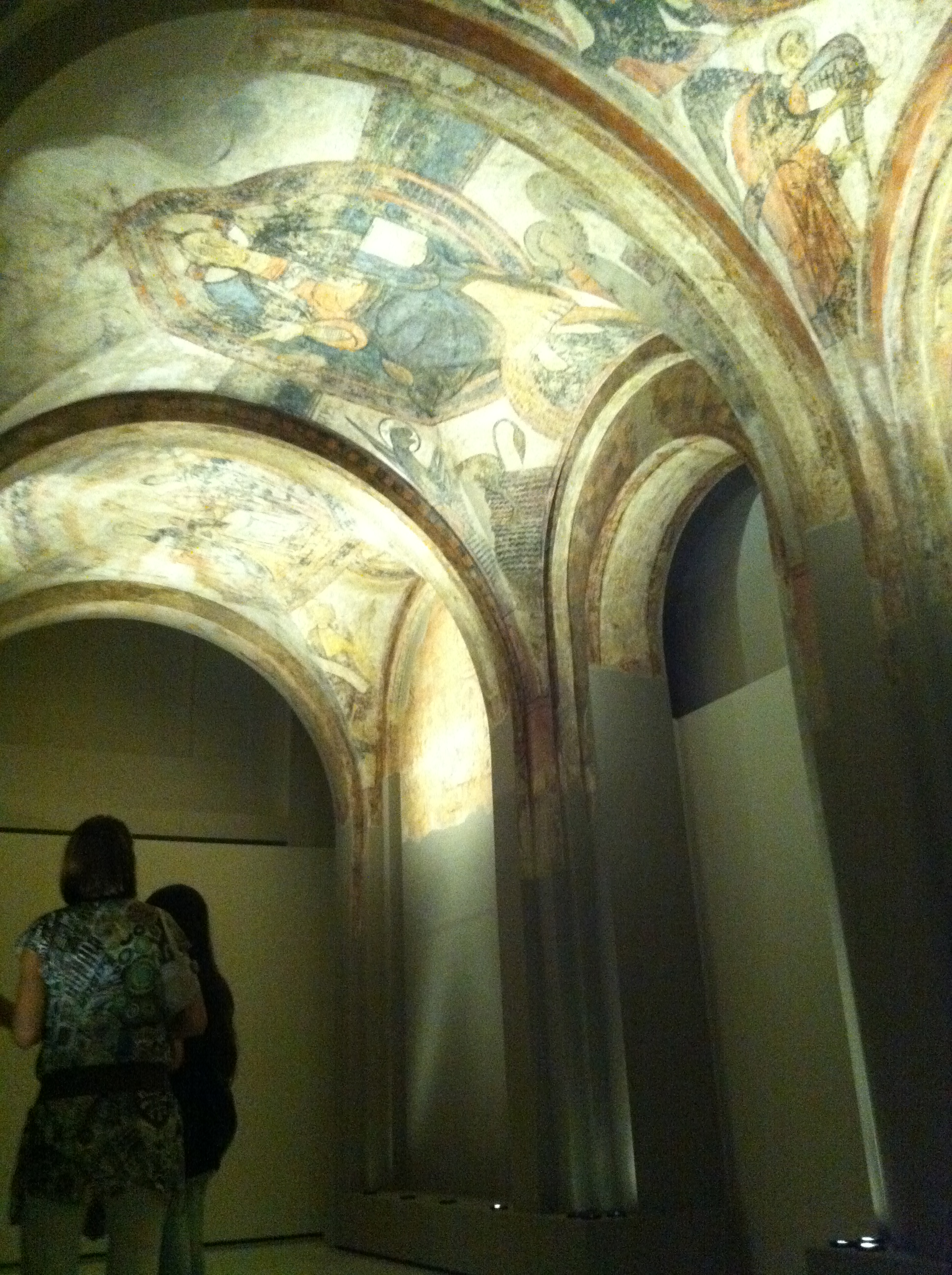
Pintures de Sant Vicenç de Cardona al MNAC.

Mestre de Cardona és el nom amb què es coneix al pintor del segle xii que va realitzar unes pintures murals a diferents esglésies. Estilísticament se l'ha relacionat amb les pintures murals de Sant Martí Sescorts (conservades al Museu Episcopal de Vic), les pintures murals de Sant Vicenç de Cardona (conservades al MNAC), les de Sant Salvador de Polinyà (conservades al Museu Diocesà de Barcelona) i les de Santa Maria de Barberà (conservades in situ).